# Ałmat Kiebispajew
Ałmat Kabdraszewicz Kiebispajew (ros. Алмат Кабдрашевич Кебиспаев; ur. 12 grudnia 1987 w Ürżarze) – kazachski zapaśnik w stylu klasycznym. Dwukrotny olimpijczyk. Piąty w Londynie 2012 w kategorii 60 kg i siódmy w Rio de Janeiro 2016 w kategorii 59 kg.
Sześciokrotny uczestnik mistrzostw świata, pięciokrotny medalista. Wicemistrz igrzysk azjatyckich w 2018 i trzeci w 2014. Sześciokrotny medalista mistrzostw Azji w latach 2009 – 2023. Pierwszy w Pucharze Świata w 2013; drugi w 2011; trzeci w 2012. Brązowy medal na Uniwersjadzie 2013. Najlepszy zawodnik Akademickich Mistrzostw Świata w 2008 roku.
Absolwent Kazakh Academy of Sports & Tourism w Ałmaty.